# Jonathan Compas
Jonathan Compas (Orange, 9 gennaio 1986) è un giocatore di football americano statunitense che gioca nei Tampa Bay Buccaneers.

## Carriera Universitaria
Atteso all'università di UC - Davis gioca con la squadra di football americano degli Aggies a partire dal 2004.
- Nella stagione 2004 - non prende parte a nessuna partita.

- Nella stagione 2005 - ha giocato 6 partite prima di infortunarsi.

- Nella stagione 2006 - ha giocato 11 partite facendo un tackle da solo.

- Nella stagione 2007 - ha giocato 11 partite.

- Nella stagione 2008 - ha giocato 11 partite.

## Nella NFL
Stagione 2009
Il 30 aprile è stato preso dai rookie non selezionati dagli Oakland Raiders, però il 31 agosto viene svincolato. Firma con i Tampa Bay Buccaneers giocando 2 partite non da titolare.
Stagione 2010

## Vittorie e premi
Nessuno.